# 甲仙四德化石自然保護區
甲仙四德化石自然保護區位於臺灣高雄市甲仙區近郊的四德化石谷，楠梓仙溪之右側，是依《森林法》設置之自然保護區。保護區於1991年公告後，農委會於2006年依修正之《森林法》與其他五處保護區再次公告。範圍北起甲仙區和安里四德巷，沿溪至大田里公館巷一帶，西至鹿鳴山（六義山）山腰地區，距甲仙約有兩公里。該地海拔高度分布僅約20至350公尺，是台灣重要的化石產區之一。化石所在的岩層為中新世之海相沈積岩，出土的化石共七大類110種，多數均屬螺、蛤等貝類化石。出土化石主要交由甲仙化石館典藏展示。